# Gouvernement Demotte I (Communauté française)
Pour les articles homonymes, voir Gouvernement Demotte.
Ne doit pas être confondu avec Gouvernement Demotte I (Région wallonne).

Le Gouvernement Rudy Demotte est un gouvernement de la Communauté française de Belgique bipartite composé de socialistes et de sociaux-chrétiens.
Gouvernement de la Communauté française
 Arena  Demotte II
Ce gouvernement a pris le relais du Gouvernement Arena du 20 mars 2008 jusqu'aux élections régionales de 2009. Rudy Demotte est le premier Ministre-président à double casquette : gouvernement wallon et gouvernement de la Communauté française de Belgique. Ce gouvernement sera suivi par le gouvernement Demotte II.

## Composition
| Fonction | Titulaire | Titulaire               | Parti |
| --- | --------- | ----------------------- | ----- |
| Ministre-président |           | Rudy Demotte            | PS    |
| Vice-présidente et ministre de l’Enseignement supérieur, de la Recherche scientifique et des Relations internationales |           | Marie-Dominique Simonet | cdH   |
| Vice-président et ministre du Budget et des Finances, de la Fonction publique et des Sports                            |           | Michel Daerden          | PS    |
| Ministre de l’Enseignement obligatoire                                                                                 |           | Christian Dupont        | PS    |
| Ministre de la Jeunesse et de l'Enseignement de Promotion Sociale                                                      |           | Marc Tarabella          | PS    |
| Ministre de la Culture et de l’Audiovisuel                                                                             |           | Fadila Laanan           | PS    |
| Ministre de l’Enfance, de l’Aide à la jeunesse et de la Santé                                                          |           | Catherine Fonck         | cdH   |